# Estádio do Pacaembu
Het Estádio Municipal Paulo Machado do Carvalho informeel: Estádio do Pacaeumbu is een voetbalstadion in São Paulo in Brazilië. Het werd enkele jaren tot 2014 bespeeld door zowel Palmeiras als Corinthians, terwijl beide ploegen wachtten op de opening van hun respectievelijke nieuwe eigen stadions. 

## Geschiedenis
Het stadion werd geopend op 27 april 1940 en de openingswedstrijd werd bijgewoond door de Braziliaanse president Getúlio Vargas. Palestra Itália, het vroegere Palmeiras, won met 6-2 van Coritiba. De wedstrijd werd gefloten door Heitor, die voor zijn scheidsrechterscarrière een succesvol voetballer was.
Op 24 mei 1942 werd het toeschouwersrecord gevestigd, 71821 supporters woonden de wedstrijd tussen Corinthians en São Paulo bij. De hoogste score ooit werd in 1945 gevestigd toen São Paulo met 12-1 won van Jabaquara. 
Tegenwoordig is de capaciteit ruim 42.000 toeschouwers. Het werd gebruikt tijdens het WK voetbal in 1950 toen er zes wedstrijden werden gespeeld. Bij dat toernooi bedroeg de capaciteit nog 70.000. 
Corinthians verhuisde in 2014 naar het nieuwe Arena de São Paulo dat ook gebruikt werd voor het WK in 2014. SE Palmeiras verhuisde in november 2014 naar het toen afgewerkte Allianz Parque waarvan de bouw uiteindelijk van 2010 tot 2014 ook vier jaar aansleepte.

## WK interlands
| № | Datum        | Wedstrijd              | Uitslag | Competitie             | Toeschouwers |
| - | ------------ | ---------------------- | ------- | ---------------------- | ------------ |
| 1 | 25 juni 1950 | Zweden – Italië        | 3 – 2   | WK 1950 Groepsfase (C) | ~50.000      |
| 2 | 28 juni 1950 | Brazilië – Zwitserland | 2 – 2   | WK 1950 Groepsfase (A) | ~42.000      |
| 3 | 2 juli 1950  | Italië – Paraguay      | 2 – 0   | WK 1950 Groepsfase (C) | ~26.000      |
| 4 | 9 juli 1950  | Uruguay – Spanje       | 2 – 2   | WK 1950 Finaleronde    | ~44.000      |
| 5 | 13 juli 1950 | Uruguay – Zweden       | 3 – 2   | WK 1950 Finaleronde    | ~8.000       |
| 6 | 16 juli 1950 | Zweden – Spanje        | 3 – 1   | WK 1950 Finaleronde    | ~11.000      |